# Pęcherz żywiczny
Pęcherz żywiczny – wada drewna z grupy wad budowy polegająca na miejscowym wypełnieniu żywicą przestrzeni między słojami drewna.
Pęcherz żywiczny w przekroju poprzecznym ma kształt soczewki o długości do 3 cm, w przekroju stycznym – kształt elipsy do 10 cm, w przekroju promieniowym – kształt szczeliny o szerokości kilku milimetrów. Występuje w drewnie gatunków iglastych mających w strukturze drewna przewody żywiczne. Pęcherze żywiczne najczęściej obserwowane są u świerka.
Występowanie pęcherzy żywicznych zmniejsza wartość użytkową niektórych sortymentów, w szczególności utrudnia obróbkę drewna. Obowiązująca norma (PN-79/D-01011) nie przewiduje ich pomiaru. W materiałach tartych określa się ich liczbę przypadającą na jednostkę długości sztuki, a w fornirach – liczbę pęcherzy na jednym arkuszu. 

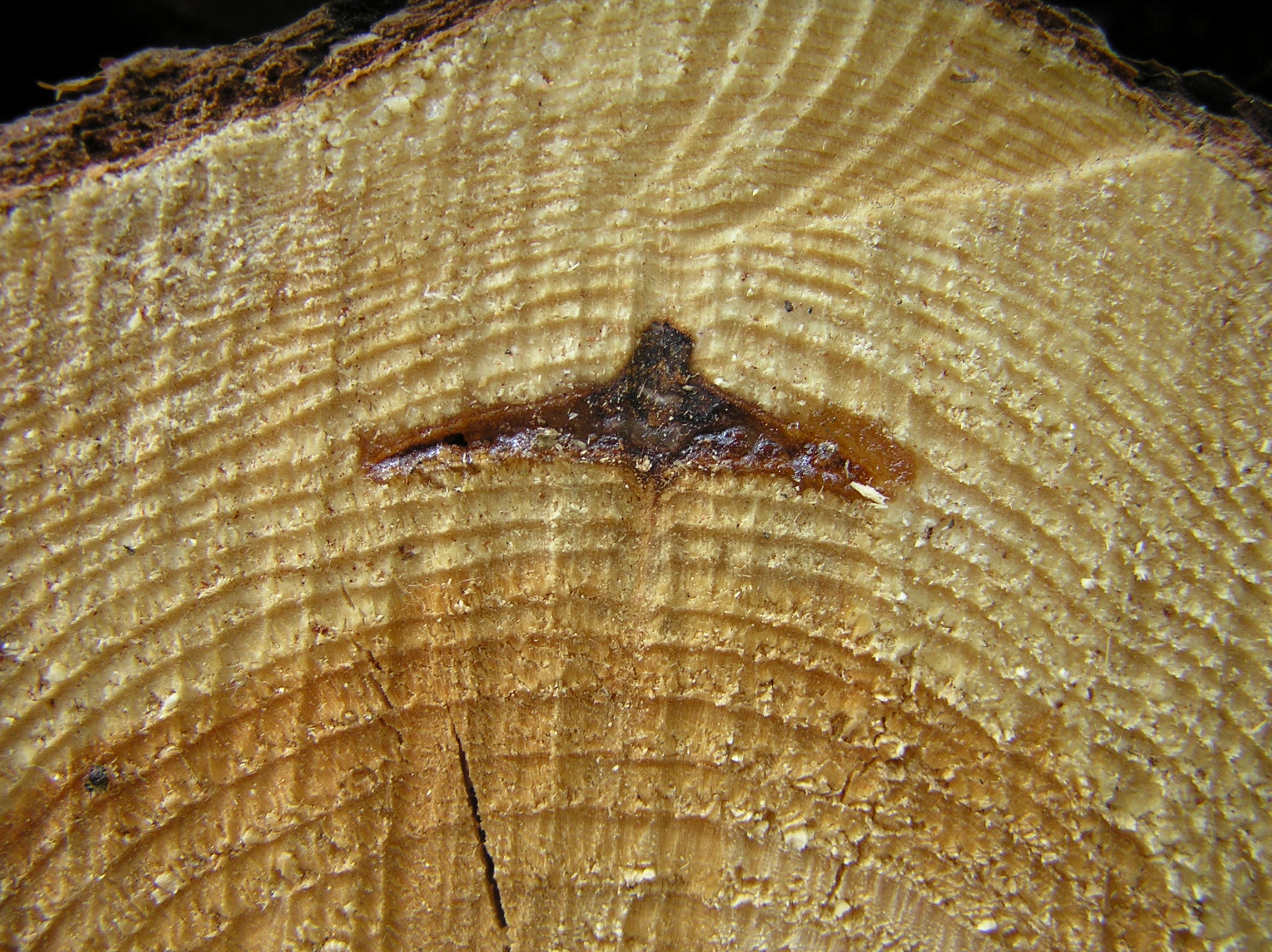
Pęcherz na przekroju poprzecznym sosny pospolitej.
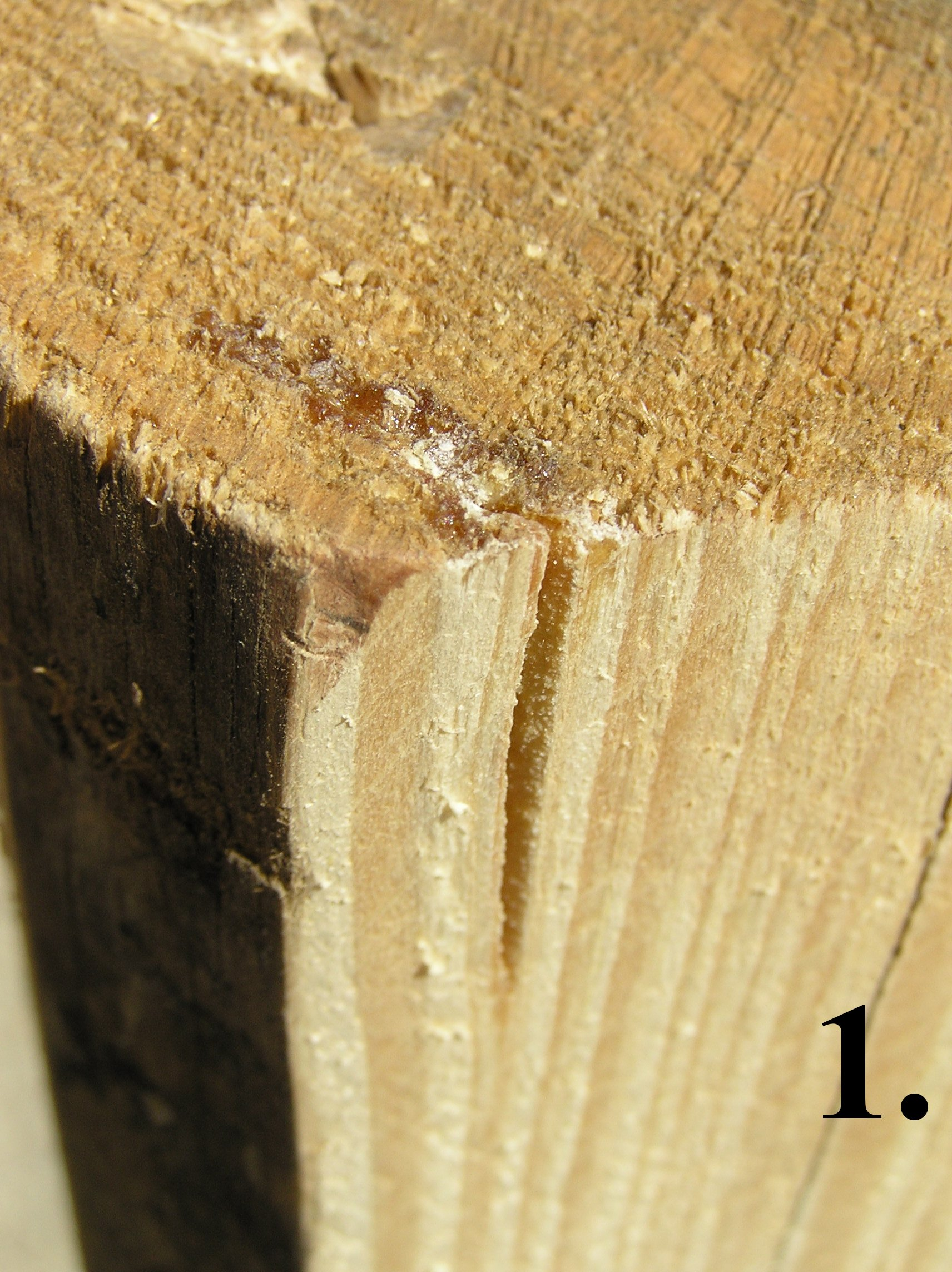
Pęcherz na desce świerkowej – przed przekrojeniem (przekrój poprzeczny i promieniowy),
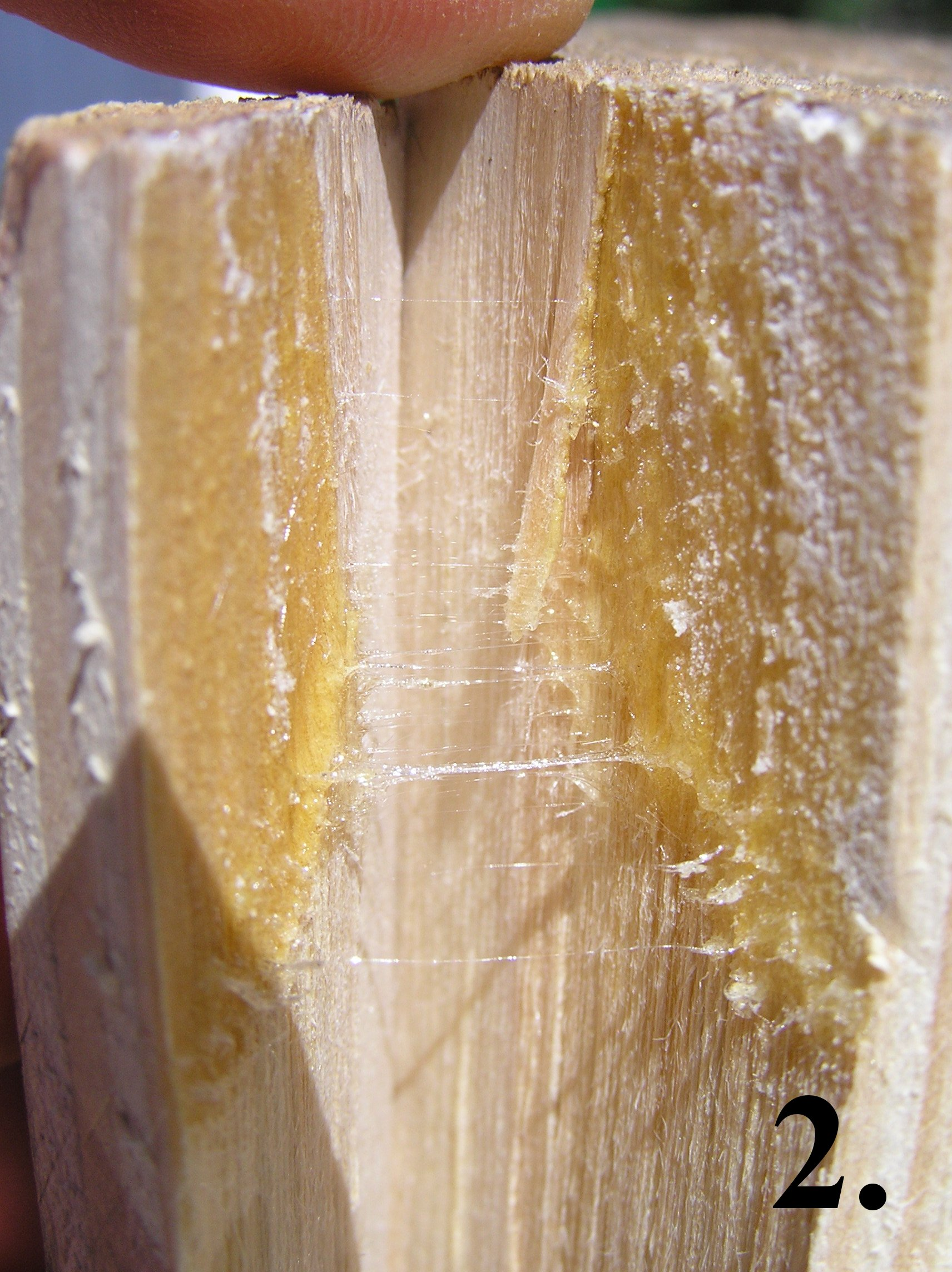
Pęcherz po przekrojeniu, widoczna, lepka, świeża żywica,
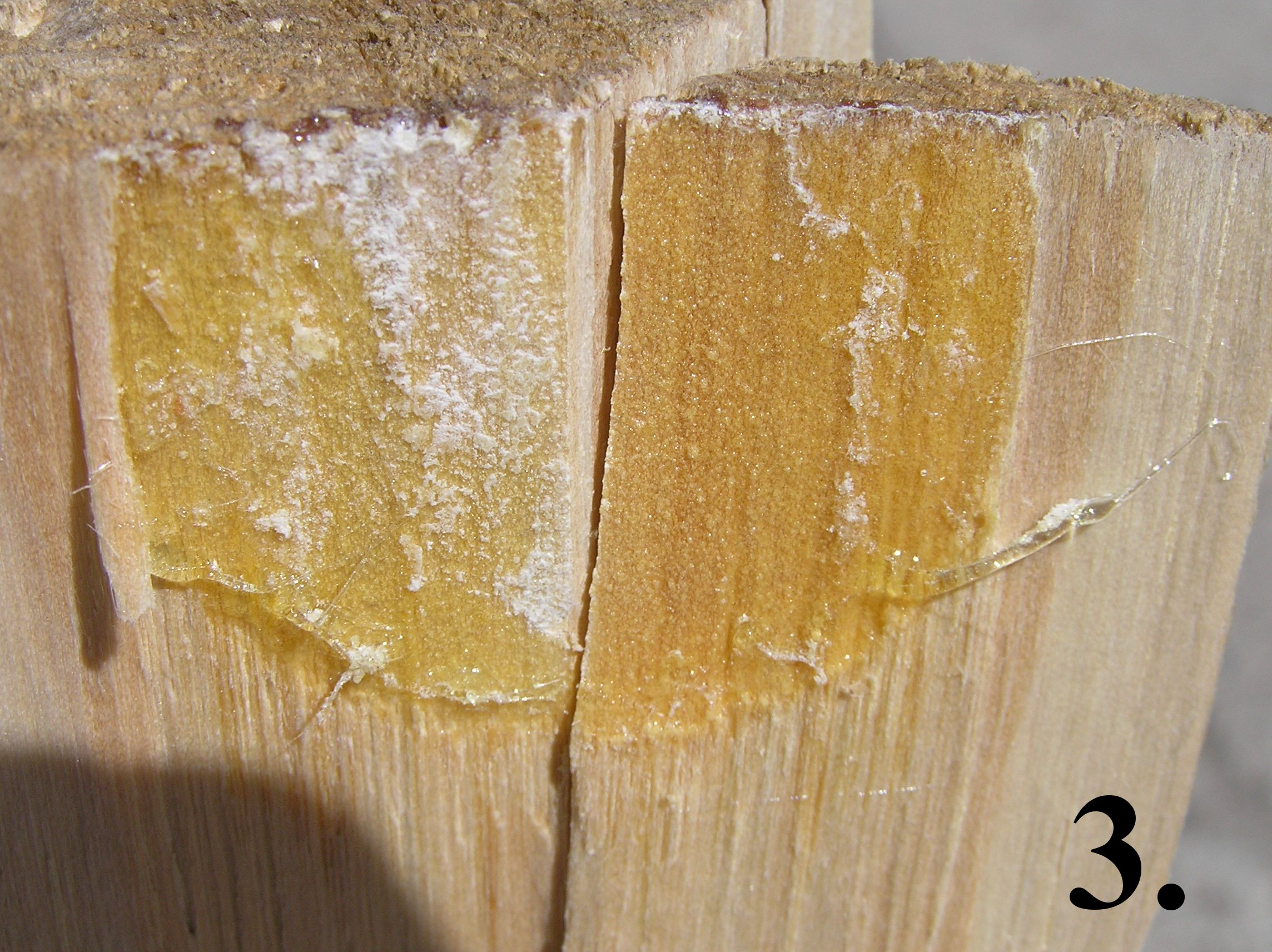
Pęcherz po przekrojeniu – widok obu stron soczewkowatego pęcherza (przekrój styczny).

Pęcherzami żywicznymi są nazywane również zbiorniki żywicy w korze niektórych drzew iglastych np: jodły czy daglezji.

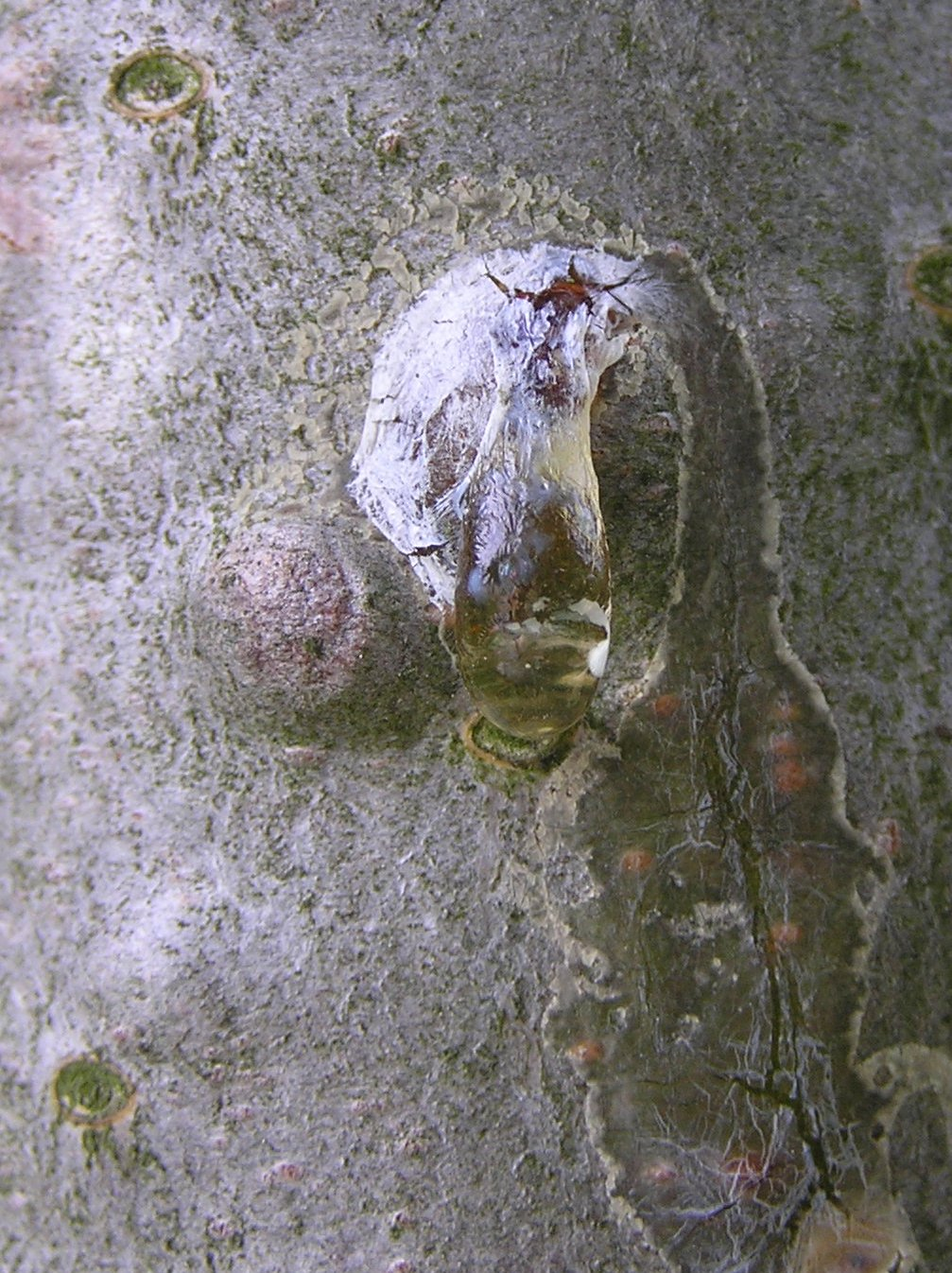
Pęcherze żywiczne w korowninie jodły jednobarwnej,
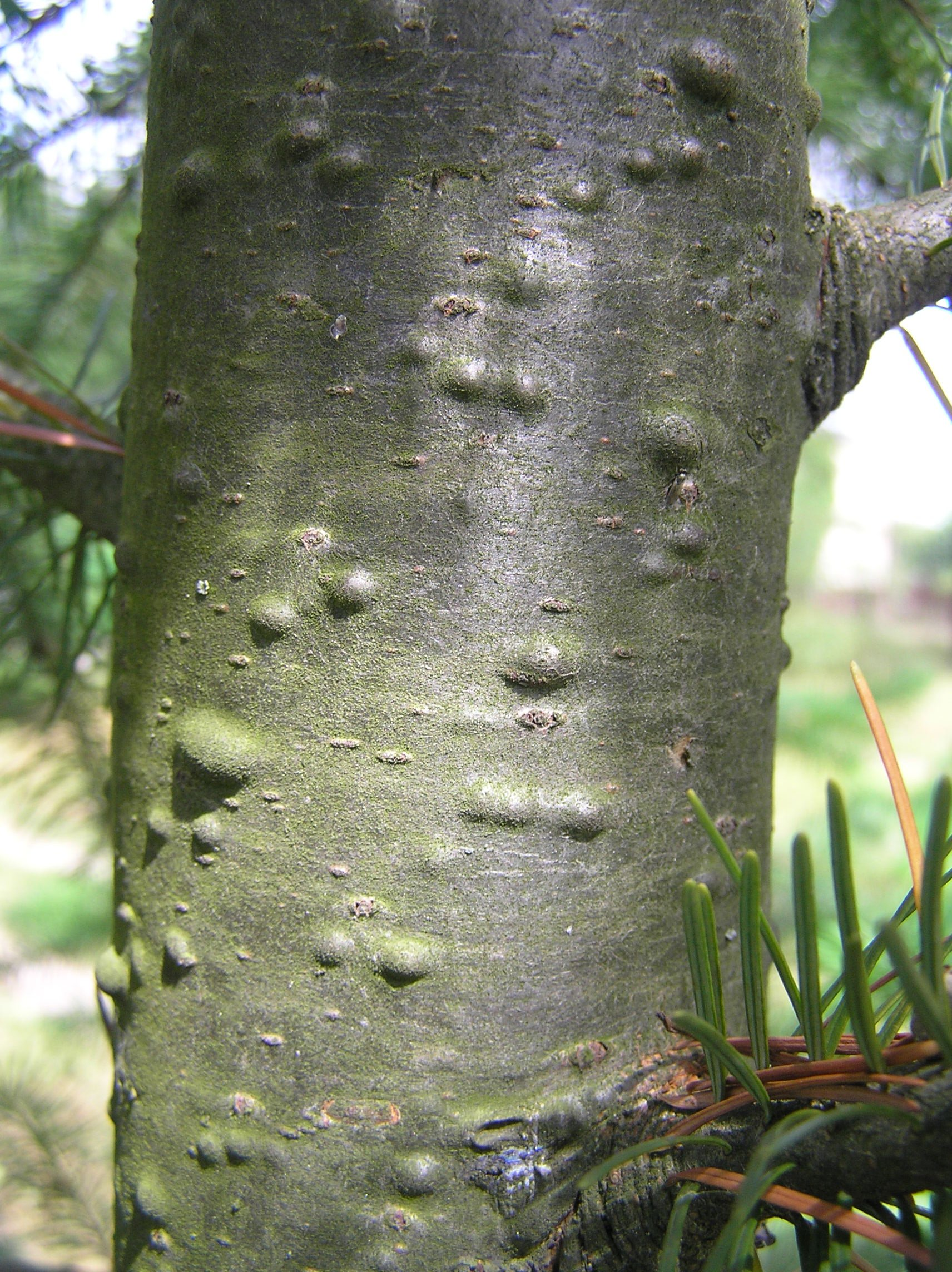
Pęcherze żywiczne w korowninie daglezji zielonej,
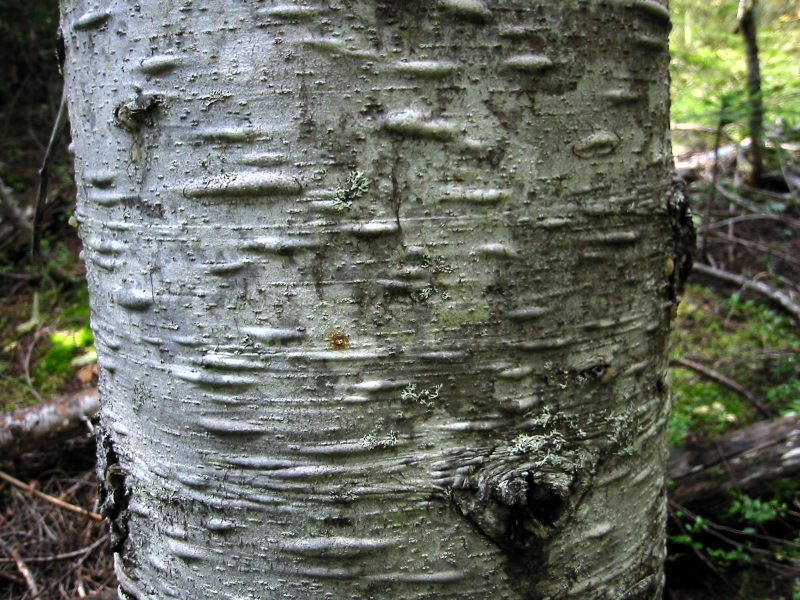
Pęcherze żywiczne w korowninie jodły wonnej.